# Примроуз, Арчибальд Филипп, 5-й граф Розбери
Арчибальд Филипп Примроуз, 5-й граф Розбери (англ. Archibald Philip Primrose, 5th Earl of Rosebery; 7 мая 1847, Лондон — 21 мая 1929, Эпсом) — британский государственный деятель шотландского происхождения, премьер-министр Великобритании в 1894—1895 годах. Единственный премьер-министр Великобритании в викторианскую эпоху, который родился во время правления королевы Виктории, а также второй и последний, кто был младше её. Известный коннозаводчик, покровитель английского футбола.

## Биография
Родился в 1847 году в шотландском аристократическом семействе Примроузов. Его предок получил графский титул от королевы Анны за усердие при соединении Англии и Шотландии в одно государство. После смерти отца, который был младшим сыном 4-го графа Роузбери, в 1851 году, использовал титул учтивости лорд Далмени. В юности блистал в лондонском свете, вёл подчеркнуто «гламурный» образ жизни. Женился на внучке миллионера Н. М. Ротшильда, которая принесла ему в приданное громадное состояние. По некоторым подсчетам, он был самым богатым премьер-министром за всю историю Великобритании.
В 1868 году, после смерти своего деда, унаследовал титул графа Роузбери и место в Палате лордов поскольку имел титул барона Роузбери в пэрстве Великобритании, который давал право заседать в верхней палате британского парламента. Он принимал деятельное участие в дебатах палаты, особенно по вопросам народного образования; состоял президентом различных обществ взаимопомощи; в 1874 году прочёл на конгрессе социальных наук в Глазго доклад о будущности рабочего класса, проникнутый смелыми для своего времени идеями.
В 1881 году занял пост заместителя министра внутренних дел, но в 1883 году, в интересах своей партии, уступил это место одному из членов палаты общин. В следующем году вел среди членов палаты лордов агитацию в пользу реорганизации этой палаты. В 1885 году был короткое время лордом-хранителем печати (министр без портфеля).
В третьем кабинете Гладстона (февраль—июль 1886 года) Арчибальд Примроуз получил портфель министра иностранных дел. Он стремился найти опору для английских интересов в более тесном сближении с Германией; его стойкое противодействие русскому влиянию в болгарских делах и требованиям территориальных приобретений, заявленным Грецией, снискали ему в Англии большую популярность.
После падения кабинета лорд Роузбери остался одним из лидеров либеральной партии и ревностно поддерживал Гладстона в кампании, которую последний вел против министерства Солсбери. В августе 1892 года, когда Гладстон сформировал свой четвертый кабинет, Роузбери вновь занял пост министра иностранных дел и продолжал политику сближения с тройственным союзом, в видах противодействия интересам России и Франции.
В марте 1894 года, когда Гладстон решил отойти от участия в политических делах и покинул пост премьер-министра, главой кабинета стал лорд Роузбери, передав управление министерством иностранных дел лорду Кимберли. На новом посту Роузбери не оправдал возлагавшихся на него надежд, что отчасти обуславливалось постигшей его болезнью (постоянная бессонница). Незначительное большинство, каким кабинет располагал в палате общин, все более и более таяло, и в июле 1895 года кабинет Роузбери, потерпев поражение в нижней палате, подал в отставку.
В 1896 году Роузбери, вследствие разногласий с Гладстоном и его сторонниками в либеральной партии относительно турецких дел, сложил с себя обязанности лидера этой партии. За время отставки составил биографию Питта младшего (Лондон, 1892).

После долгого воздержания от участия в политической деятельности, Роузбери вернулся к ней в 1898 году, оказав в палате лордов влиятельную поддержку политике консервативного кабинета в столкновении с Францией из-за Фашоды. С 1899 года он стал выступать с речами и письмами в газеты по поводу англо-бурской войны, решительно отстаивая политику Чемберлена, защищая империализм вообще и упрекая либералов за ошибки в иностранной политике, вспоминая даже и особенно подчеркивая ошибочность таких старых их деяний, как заключение Гладстоном мира с бурами после поражения при Маджубе. 

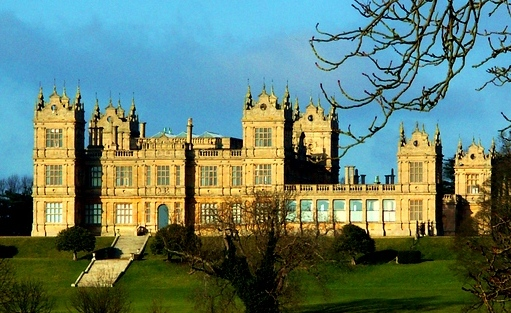
Ментмор-Тауэрс — загородная резиденция графа Роузбери, одна из самых роскошных в викторианской Англии

В 1899 году Примроуз был выбран канцлером университета Глазго; соперником его был консерватор, лорд Кельвин (известный физик Томсон).
В 1902 году Роузбери стал президентом либерально-империалистской лиги. В 1899—1905 годах не раз высказывался по ирландскому вопросу, отрицательно относясь к гомрулю. В 1902 году он в письме в Times заявил о своем «окончательном расхождении» с лидером либералов Кэмпбелл-Баннерманом. Тем не менее, и несмотря на личную близость со многими консерваторами и либерал-юнионистами, он не пожелал официально перейти в их лагерь и выступил с резкой критикой консервативного школьного билля и юнионистской политики вообще.
В 1911 году получил титулы графа Мидлотиан, виконта Ментмор и барона Эпсон в пэрстве Соединенного Королевства.
Гибель в 1917 г. старшего сына стала тяжелым ударом для лорда Роузбери. За несколько дней до окончания Первой мировой войны его разбил паралич. Вилла Роузбери на берегу Неаполитанского залива в Позиллипо ныне служит одной из трех официальных резиденций президента Италии.

## Память
Именем Роузбери назван Розбери Парк в Глазго.